# 9 floréal
9 germinal 9 prairial
Le nonidi 9 floréal, officiellement dénommé jour de la hyacinthe, est le 219e jour de l'année du calendrier républicain.
C'était généralement le 28e jour du mois d'avril dans le calendrier grégorien.